# Archäologische Informationen
Die Archäologischen Informationen (abgekürzt Arch. Inf.) sind eine wissenschaftliche Fachzeitschrift, die von der Deutschen Gesellschaft für Ur- und Frühgeschichte (DGUF) herausgegeben wird. Sie wurde 1972 begründet und veröffentlicht vorwiegend Beiträge zur mitteleuropäischen Ur- und Frühgeschichte.

## Profil der Zeitschrift
Die Zeitschrift veröffentlicht insbesondere Beiträge
- zu neuen Forschungen auf dem Gebiet der Ur- und Frühgeschichte Europas, weniger in Form von Materialvorlagen, mehr in der Form von Analysen und Synthesen;
- zur Weiterentwicklung fachrelevanter Methoden und Theorien;
- zur Weiterentwicklung der Interdisziplinarität insbesondere mit fachrelevanten Naturwissenschaften;
- die der Weiterentwicklung der fachlichen Ethik dienen;
- die fachpolitische Themen diskutieren, inklusive Themen des Studiums und der Ausbildung;
- die auf eine Verbesserung des Kulturgüterschutzes und das Kulturlandschaftschutzes hinzielen,
- und auf eine stärkere Einbindung von bürgerschaftlichem Interesse und ehrenamtlichem Engagement in der Archäologie.

Zu diesen Zwecken werden auch Beiträge von Autoren aus anderen Fachdisziplinen angenommen.

## Qualitätssicherung, Open Access und Lizenzierung
Die Archäologischen Informationen erscheinen jährlich in einem Umfang von ca. 300 Seiten und einer Auflage von ca. 650 Exemplaren. Nach den öffentlich einsehbaren Statistiken hatte die Online-Ausgabe im Jahr 2022 täglich ca. 220 Downloads. Alle Beiträge unterliegen einem Qualitätsmanagement, zu dem seit 2001 ein Redaktionsbeirat beiträgt und zusätzlich seit 2012 ein Peer-Review-Verfahren. Seit Jahrgang 2013 erscheinen die Archäologischen Informationen dual, d. h. neben der Druckausgabe auch in einer Online-Ausgabe im Platinum Open Access; neue Beiträge werden nach dem Prinzip „online first“ publiziert. Ab dem Band 39 (2016) werden einige Beiträge nur online, aber nicht mehr im Druck veröffentlicht. Die Online-Ausgabe umfasst seit Oktober 2016 auch alle älteren, zunächst nur im Druck erschienenen Jahrgänge, wobei einzelne Beiträge aber fehlen können. Seit September 2018 werden alle Rezensionen nach ihrer Veröffentlichung auch an »recensio.antiquitatis« – das Recensio.net nachgebildete Online-Rezensionsportal für die Altertumswissenschaften – weitergereicht und sind zusätzlich auf diesem Wege auffindbar.

## Aufbau und typische Inhalte
Die einzelnen Bände der Archäologischen Informationen folgen einem übergeordneten Inhalts- und Gliederungsraster:
- „Fokus“. Der erste Teil jedes Bandes ist einem Themenschwerpunkt gewidmet. Der einer Jahrestagung der DGUF folgende Band hat das Thema dieser Tagung zum Inhalt und strebt an, möglichst viele der Vorträge in erweiterter Form als wissenschaftliche Aufsätze zu publizieren. Die für die jeweilige Jahrestagung inhaltlich Verantwortlichen führen in einem gemeinsamen Vorspann dieser Aufsätze in das Rahmenthema der Tagung ein und ziehen eine übergreifende Bilanz der Tagung aus ihrer Sicht.
- „weitere Aufsätze“. Dem Thementeil folgen – unabhängig davon – weitere Aufsätze und Berichte zu aktuellen Forschungen, entsprechend dem oben dargelegten inhaltlichen Profil der Archäologischen Informationen.
- „Forum“. Ein in der Publikationslandschaft der deutschsprachigen Archäologie ungewöhnliches Element der Archäologischen Informationen ist das „Forum“, in dem in mehreren aufeinander bezogenen Aufsätzen – wie in Rede und Gegenrede – fachrelevante Themen öffentlich diskutiert werden. Ein Aufsatz eröffnet die Diskussion. Von der Schriftleitung angefragte Autoren und der Redaktion anderweitig zugegangene Texte antworten darauf. Meist erhält der Autor des Startaufsatzes die Gelegenheit, am Ende die Diskussion aus seiner Sicht zu bilanzieren. Themen, die im Fach wissenschaftlich oder gesellschaftlich aktuell strittig sind, können so in einem oder über mehrere Bände der Archäologischen Informationen öffentlich ausgetragen und unterschiedliche Positionen miteinander abgewogen werden.
- „Projekte, AGs und Tagungen“. Diese Rubrik bildet einen Nachrichtenteil, in dem laufende Forschungsprojekte, Arbeitsgemeinschaften und Tagungsorganisatoren über ihre Aktivitäten berichten können.
- „Rezensionen“. Unter dieser Rubrik werden Buchbesprechungen veröffentlicht. Unmittelbar nach ihrer Publikation werden sie auch im Rezensionsportal „recensio.antiquitatis“ gespiegelt.
- „Dissertationen & Examensarbeiten“. Ein besonderes Angebot der Archäologischen Informationen an den wissenschaftlichen Nachwuchs ist die Rubrik „Dissertationen & Examensarbeiten“. Hier werden junge Kollegen eingeladen, die Zusammenfassung ihrer Forschungsergebnisse einem breiten Leserkreis vorzustellen. Die Leser gewinnen in dieser Rubrik einen Einblick in die aktuellen Forschungen an den Universitäten, meist lange bevor abschließende Publikationen vorliegen, und können gegebenenfalls die Autoren direkt kontaktieren.

## Rechtliches und Ethisches
Autoren übertragen für ihre Publikation in den Archäologischen Informationen dem Verlag kein Copyright, sondern nur das nicht-exklusive Nutzungsrecht an ihrem Werk. Sie sind somit frei, ihr Werk auch anderweitig zu nutzen und zu publizieren. Seit Jahrgang 40, 2017, erscheinen die Beiträge explizit unter der jeweils aktuellen Fassung der Lizenzierung CC BY. Die DGUF ist Unterzeichner der Budapester Erklärung (2002) und der Berliner Erklärung über offenen Zugang zu wissenschaftlichem Wissen (2003). Die Herausgeber orientieren sich an den „Principles of Transparency and Best Practice in Scholarly Publishing“ des COPE.